# Alexander Pedersen
Alexander Pedersen (voller Name Peder Alexander Pedersen, * 4. Februar 1891 in Oslo; † 10. Februar 1955 ebenda) war ein norwegischer Leichtathlet, der sich auf Sprintstrecken spezialisiert hatte.
Pedersen, der für den Verein Torodd IF startete, wurde mehrfacher norwegischer Meister. Über 100 Meter wurde er 1910 und 1915 Meister, von 1912 bis 1914 Vizemeister. 1913 und 1915 gewann er die Meisterschaft über 200 Meter. Über diese Strecke wurde er von 1910 bis 1912 und 1914 Vizemeister. Nach drei Vizemeisterschaften (1910 bis 1912) folgten drei Meisterschaften in Folge (1913 bis 1915) über 400 Meter. Für seine Leistungen wurde er 1915 mit dem Königspokal (norw.: Kongepokal) ausgezeichnet.
Alexander Pedersen nahm 1912 an den Olympischen Sommerspielen in Stockholm teil. Dabei startete er über 100 und 400 Meter. Pedersen wurde im 100-Meter-Lauf in den Vorlauf 12 gelost, der von fünf Athleten absolviert wurde. Unter anderen traf er dort auf den Kanadier Frank Lukeman. Pedersen schied als Vierter aus dem Wettbewerb aus, nur die ersten beiden Läufer qualifizierten sich für das Halbfinale. Im 400-Meter-Lauf musste er im Vorlauf 14 antreten. Von drei Startern qualifizierten sich auch hier die beiden Erstplatzierten fürs Halbfinale. Pedersen wurde disqualifiziert.
Pedersens persönliche Bestleistungen lagen bei 10,9 s über 100 Meter (gelaufen 1913) und 51,0 s über 400 Meter (gelaufen 1915).